# Brigitte Sarry

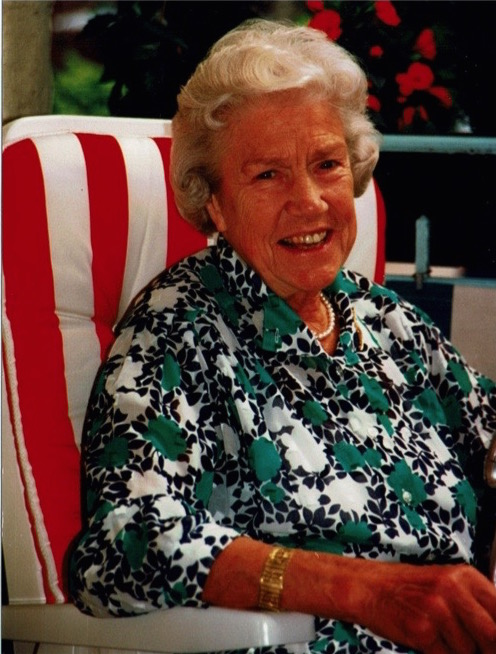
Brigitte Sarry

Brigitte Sarry (* 6. September 1920 in Allenstein, Ostpreußen; † 19. Juni 2017 in Berlin) war eine deutsche Chemikerin sowie Professorin und ab 1969 Lehrstuhlinhaberin an der Technischen Universität Berlin (TU Berlin).

## Leben
Als Tochter des Juristen und Senatspräsidenten Paul Sarry (1880–1944) und von Else Sarry (1886–1947), geborene Bernecker, wuchs Brigitte Sarry in Allenstein auf. Sie besuchte Oberschulen in Tilsit und Göttingen. Nach ihrem Abitur studierte sie ab 1939 Chemie an der Georg-August-Universität Göttingen, unterbrochen von einem Zwischenspiel an der Ludwig-Maximilian-Universität München. Ihre Diplomarbeit fertigte sie ebenso wie ihre Dissertation im Arbeitskreis von Günther Rienäcker über die Parawasserstoff-Umwandlung an Kupfer und Platin zunächst in Göttingen, später an der Universität Rostock an. Kurz vor Kriegsende wurde Sarry am 14. April 1945 in Rostock zum Dr. phil. promoviert. Das Thema der Dissertation lautet Para-Wasserstoff-Umwandlungen an Cu-Pt-Mischkristallen.
Ihre Habilitation erfolgte 1954 für das Fach Anorganische Chemie, ebenfalls an der Universität Rostock. Dazu hatte sie sich mit der Untersuchung von Wasserstoff-Verbindungen der Übergangsmetalle beschäftigt. Sarry lehnte einen Ruf auf eine Professur an der Technischen Hochschule für Chemie in Leuna-Merseburg ab, forschte an der Technischen Hochschule Stuttgart und arbeitete dann ab 1955 als Dozentin an der Martin-Luther-Universität Halle-Wittenberg. Im Jahr 1956 erschien die zweite Auflage ihres Buches Eigenschaften und Bau der Atome. 1958 wich Brigitte Sarry dem zunehmenden politischen Druck in der Deutschen Demokratischen Republik aus und flüchtete nach West-Berlin, wo sie unter schwierigen äußeren Bedingungen an der Technischen Hochschule Charlottenburg (heutige TU Berlin) ihre wissenschaftliche Forschung 1959 fortsetzte, ab 1961 als außerplanmäßige Professorin. 1962 wurde sie am Lehrstuhl für Anorganische Chemie I Wissenschaftliche Rätin.
Im März 1969 wurde Sarry zur ordentlichen Professorin für Anorganische Chemie an der TU Berlin ernannt. Sie arbeitete dort am Institut für Anorganische und Analytische Chemie auf dem für die damalige Zeit präparativ anspruchsvollen Gebiet der metallorganischen Verbindungen der Übergangselemente und gab wichtige Anstöße zur Entwicklung der homoleptischen (das heißt mit gleichartigen Liganden) Metallorganyle.
Im Herbst 1982 ließ sich Brigitte Sarry aus gesundheitlichen Gründen vorzeitig in den Ruhestand versetzen.